# Cas Jansen
Casper Jansen (Badhoevedorp, 24 juni 1977) is een Nederlands acteur.

## Biografie

### Vroege jaren
Op 11-jarige leeftijd speelde Jansen bij Jeugdtheater De Krakeling in Amsterdam in Gestrand (een Nederlandse vertaling van Lord of the Flies van William Golding). Ook was hij op toneel te zien in Ubu Roi (1993) en King Lear (1995).

### Carrière
Verder speelde Jansen in verschillende televisieseries, waaronder Fort Alpha (1996–1997), en in de televisiesoap Goede tijden, slechte tijden, als Julian Verduyn. Vervolgens kreeg hij een rolletje in Karakter (1997) en was hij te zien in de televisieserie All Stars als de altijd blowende Nemo. De serie is gebaseerd op de gelijknamige film uit 1997; hierin is Jansen echter enkele seconde te zien als zijn karakter uit GTST. Ongeveer gelijktijdig speelde hij de politieagent Eddy Dolstra in de film Lek (2000). Een jaar later vertolkte hij twee seizoenen lang de rol van rechercheur Chris Luifel in de televisieserie Luifel & Luifel op SBS6. In deze serie lost hij samen met zijn vader (Ebenezer Luifel) moordzaken op. Jansen speelde daarna onder meer in Volle maan (2002), De dominee (2004), gebaseerd op het leven van Klaas Bruinsma, en in Vet Hard (2005). Daarnaast deed hij televisiewerk.
In 2005 speelde Jansen in het toneelstuk Tape van Stephen Belber. In het theaterseizoen 2006–2007 vertolkte hij een hoofdrol naast Jelka van Houten in het stuk Sexual Perversity, geregisseerd door Marcus Azzini. Dit toneelstuk gaat over vriendschap, bindingsangst en tegelijk verlatingsangst, over geven en je overgeven, met liefde als hoogste prijs.
In december 2005 sprak Jansen samen met Tygo Gernandt de hoofdrollen van de computeranimatiefilm Elephants Dream in.
Jansen is sinds 5 januari 2006 te zien als Timo de Brauw in de AVRO-serie Spoorloos verdwenen, waarvan eind 2008 het derde en tevens laatste seizoen werd uitgezonden.
In de zomer van 2006 maakte Jansen zijn debuut als radio-dj bij de zender Caz!. Hij verving met zijn presentatie van Cas op Caz drie weken lang het programma Timur open air van Timur Perlin.
In 2010 speelde hij ook in de gangsteropera PIMP van theatergroep ZEP in theater de Veste. Hij speelde daarin samen met onder anderen Nadja Hüpscher. Ook werd hij in dat jaar de stem van de televisiezender Veronica.
In 2017 was hij te zien in de serie Vaders & Moeders. De reeks bestaat uit twaalf afleveringen die elk zes tot acht minuten duren. De serie werd gemaakt voor on-demandplatform Videoland.
In 2019 keerde Jansen na 20 jaar afwezigheid terug in de RTL 4-soap Goede tijden, slechte tijden als het personage Julian Verduyn. Hij keerde terug met meerdere personages die als de familie Verduyn geïntroduceerd werden.

## Privé
Jansen is sinds eind mei 2009 getrouwd met actrice Annelieke Bouwers, met wie hij een dochter heeft. Op 9 maart 2013 werd het gezin met een zoon uitgebreid.
In 2015 opende Jansen het restaurant Venster 33 in Amsterdam. Toen hij in 2023 meedeed aan Make Up Your Mind als Kimmy Counter, was een van de hints het rugnummer 33 dat Kimmy droeg als verwijzing naar het restaurant.
Jansen kreeg in 2022 een ernstig fiets-ongeluk, waardoor hij een tijdje geen opnames had bij Goede tijden, slechte tijden.

## Filmografie
- 1995: Pisvingers!
- 1996: Fort Alpha – Jonas van Nieuwenhuizen
- 1996–1999 • 2019–heden: Goede tijden, slechte tijden – Julian Verduyn
- 1997: Karakter – opstandeling
- 1999: All Stars – Nemo (1999–2001)
- 1999:   Spangen – Mario
- 2000: Lek – Eddy
- 2002: Volle Maan – Hans
- 2002: Luifel & Luifel – Chris Luifel
- 2002: Deadline – Mike8
- 2004: De dominee – Pieter
- 2004: Baantjer: De Cock en de gemaskerde moord – Boris Soetens
- 2005: Vet Hard – Martin
- 2005: Stuntnacht – Hugo Haren
- 2006: Spoorloos verdwenen – rechercheur Timo de Brauw (2006–2008)
- 2006: Elephants Dream – Emo
- 2009: 't Vrije Schaep – Peter
- 2009: S1NGLE: Een jaartje ouder – Melle
- 2009: De Hel van '63 – Henk Brenninkmeijer
- 2011: All Stars 2: Old Stars – Nemo van Loen
- 2012: De Club van Lelijke Kinderen – vader Paul
- 2012: Mees Kees – vader Sep
- 2012: Balans – klimmer Graef
- 2013: Leve Boerenliefde – Jelte
- 2013: Mees Kees op kamp – vader Sep
- 2014: Mees Kees op de planken – vader Sep
- 2014: Wiplala – dokter Vink
- 2015: Meiden van de Herengracht – Steven Bergman
- 2017: De 12 van Oldenheim – Thomas Wisse
- 2018: De Kameleon – Gerben Zonderland
- 2020: Flikken Maastricht – Henk Kuyt
- 2021: De Kameleon aan de ketting - Gerben Zonderland
- 2021: The Passion 2021 – agent
- 2023: Make Up Your Mind - Kimmy Counter

## Theater
- Terug naar de kust (2013)